# Omar Khadr
Omar Ahmed Sayid Khadr (nascido em 19 de setembro de 1986) é um canadense que foi detido pelos Estados Unidos em Guantánamo por dez anos, a partir dos 16 anos, durante os quais ele se declarou culpado do assassinato do primeiro-sargento do Exército americano Christopher Speer e outros encargos. Mais tarde, ele apelou de sua condenação, alegando que ele se confessou falsamente culpado para que ele pudesse retornar ao Canadá. Khadr processou o governo canadense por infringir seus direitos sob a Carta de Direitos e Liberdades; Este processo foi resolvido em 2017 com um pagamento de US $ 10,5 milhões (US $ 8 milhões) e um pedido de desculpas pelo governo federal.
Nascido no Canadá, Khadr foi levado ao Afeganistão por seu pai, que era afiliado à Al-Qaeda e outras organizações terroristas. Em 27 de julho de 2002, aos 15 anos, Khadr foi gravemente ferido durante os confrontos entre soldados dos EUA e combatentes do Taleban na aldeia de Ayub Kheyl; Khadr é acusado de ter jogado a granada que matou Speer.Depois que ele foi capturado e detido no campo de pouso de Bagram, ele foi enviado para os campos de detenção de Guantánamo em Cuba. Durante sua detenção, Khadr foi interrogado por oficiais de inteligência canadenses e americanos.
Depois de oito anos de detenção, Khadr declarou-se culpado em outubro de 2010 por "assassinato em violação das leis da guerra" e quatro outras acusações em uma audiência perante uma comissão militar dos Estados Unidos.As acusações foram arquivadas sob o Ato da Comissão Militar de 2006 e consideradas sob a lei dos EUA como crimes de guerra, embora o ato não estivesse em vigor no momento em que as supostas ofensas ocorreram.Khadr concordou com uma sentença de oito anos com a possibilidade de uma transferência para o Canadá após um período mínimo de um ano.
De acordo com a ONU, Khadr foi a primeira pessoa desde a Segunda Guerra Mundial a ser processada em uma comissão militar por crimes de guerra cometidos enquanto ainda menor de idade. Sua condenação e sentença foram denunciadas por alguns grupos de direitos civis e pelo Representante Especial das Nações Unidas para Crianças e Conflitos Armados.
Enquanto isso, no início de 2010, a  Suprema Corte do Canadá determinou que o interrogatório do governo canadense sobre Khadr na Baía de Guantánamo "ofendia os mais básicos padrões canadenses [de] tratamento de suspeitos detidos da juventude". mas não chegou a ordenar a repatriação de Khadr. No entanto, em 29 de setembro de 2012, Khadr retornou ao Canadá para cumprir o restante de sua sentença em custódia canadense. 
Khadr foi libertado sob fiança em maio de 2015 (pendente de uma apelação de sua condenação nos EUA) depois que a Corte de Apelação de Alberta se recusou a bloquear sua libertação, conforme havia sido solicitado pelo governo canadense. Em 2017, o governo canadense anunciou um acordo de US $ 10,5 milhões com Khadr para recompensar por danos decorrentes do tratamento anterior do caso. Tabitha Speer, viúva de Christopher Speer, apresentou um pedido para impor um julgamento civil padrão de US $ 134 milhões em Utah no Canadá.

## Início da vida
Khadr nasceu em Toronto em 19 de setembro de 1986, filhos de Ahmed Khadr e Maha el-Samnah, imigrantes egípcios e palestinos que se tornaram cidadãos canadenses. A família Khadr se mudou para Pexauar, no Paquistão, em 1985, onde seu pai trabalhava para instituições de caridade ajudando refugiados afegãos.
Ele passou a infância indo e voltando entre o Canadá e o Paquistão. Ele tinha seis irmãos e sua mãe queria criar sua família fora do Canadá, pois ela não gostava de algumas influências sociais ocidentais.
Em 1992, o pai de Khadr ficou gravemente ferido enquanto estava em Logar, no Afeganistão. Após a lesão, a família mudou-se para Toronto para que ele pudesse se recuperar. Omar se matriculou na Escola Primária ISNA para o Grau 1.
Em 1996, o pai de Khadr mudou sua família para Jalalabad, Afeganistão, onde trabalhou para uma ONG. 
Após os ataques de 11 de setembro de 2001 nos Estados Unidos, a mãe e os irmãos de Omar temeram o bombardeio americano ao Afeganistão e recuaram em direção às montanhas paquistanesas, onde o pai raramente o visitava.
De acordo com as acusações de abril de 2007 da comissão militar, Khadr recebeu treinamento individual com armas em junho de 2002, e suas visitas à mãe e à irmã tornaram-se menos frequentes.

## Tempo em Guantánamo
Khadr chegou à Baía de Guantánamo em 29 ou 30 de outubro de 2002, considerado um combatente inimigo. Ele foi registrado como estando com 170 cm e pesando 70 quilos. Apesar de ter menos de 18 anos, ele foi mantido como um prisioneiro adulto. Oficiais o consideraram um" tesouro de inteligência", já que seu pai era suspeito de ter ligações com a al-Qaeda, e Khadr pessoalmente conhecera Osama bin Laden. Khadr inicialmente passava grande parte do tempo no hospital da prisão, onde conversava com um capelão muçulmano, embora não tivesse procurado aconselhamento religioso.
Em fevereiro de 2003, o oficial de inteligência dos Negócios Estrangeiros do Canadá, Jim Gould, e um funcionário do Serviço Canadense de Inteligência de Segurança (CSIS) interrogaram Khadr.
Durante três semanas antes da visita canadense, os guardas dos EUA privaram Khadr de dormir, transferindo-o para uma nova cela a cada três horas durante 21 dias, a fim de "torná-lo mais receptivo e disposto a falar".
Os advogados de Khadr alegam que seus interrogadores "o arrastaram para trás e para frente em uma mistura de urina e óleo de pinho" e não forneceram uma muda de roupa por dois dias em março de 2003. No final de março de 2003, Omar foi atualizado para a segurança "Nível Quatro" e transferido para o confinamento solitário em uma cela sem janelas e vazia durante o mês de abril. Em 2003, Khadr começou a liderar grupos de oração entre os detidos.
Em novembro de 2004, após uma reunião com seus advogados, Khadr foi interrogado durante quatro dias sobre o que havia discutido com seus advogados de defesa. Ele disse que, durante esse período, os interrogadores usaram "força física extrema" e se recusaram a permitir que ele dissesse suas orações diárias.
Em abril de 2005, Khadr recebeu outro teste psiquiátrico por meio de seus advogados, que eles deram para interpretação de um psicólogo forense que havia sido convidado para Guantánamo dois anos antes pelo Pentágono. O profissional concluiu que Khadr preenchia os "critérios para o diagnóstico de transtorno de estresse pós-traumático" (TEPT).
Khadr participou da greve de fome de julho de 2005 com outros 200 detidos, passando quinze dias sem comer. Ele foi duas vezes levado para o hospital local e alimentado à força. Ele disse que foi chutado e agredido repetidamente pela equipe militar após um colapso de fraqueza.
Em março de 2007, Khadr pôde falar com sua mãe por telefone pela primeira vez, quase cinco anos depois de sua captura. Ele recebeu um outro telefonema de sua família, mas não teve mais contato entre junho de 2007 e abril de 2008. Naquela época, ele foi colocado no Campo VI, a seção com as condições mais severas, o que os EUA justificaram como "razões disciplinares". As autoridades canadenses argumentaram que isso era injusto, já que o comportamento de Khadr dependia em grande parte do campo em que ele estava preso. Os EUA o transferiram de volta para o campo IV.
Em 9 de abril de 2008, uma caixa de documentos de Khadr foi apreendida, incluindo correspondência privilegiada com seus advogados; os documentos legais foram devolvidos alguns dias depois.

## Repatriação

### Posição do governo canadense
Em 2008 , funcionários de Relações Exteriores visitaram Khadr várias vezes. Karim Amégan e Suneeta Millington relataram que Khadr era "aproveitável" se permitisse retornar à sociedade canadense, mas que mantê-lo na prisão correria o risco de radicalizá-lo. Em janeiro de 2009, 64% dos canadenses apoiavam o repatriamento de Khadr para o Canadá, contra 41% em junho de 2007.

### Decisão do Supremo Tribunal do Canadá sobre a repatriação
Em abril de 2009, a Corte Federal do Canadá decidiu novamente que os direitos de Khadr sob a Carta de Direitos e Liberdades haviam sido violados. Concluiu que o Canadá tinha o "dever de proteger" Khadr e ordenou ao governo canadense que solicitasse que os EUA o devolvessem ao Canadá o mais rápido possível. Em agosto de 2009, o Tribunal Federal de Apelação confirmou a decisão com o placar de 2-1. Finalmente, em janeiro de 2010, em uma decisão unânime de 9–0, a Suprema Corte do Canadá determinou que a participação de autoridades canadenses nos interrogatórios de Khadr em Guantánamo claramente violava seus direitos sob a Carta. Em sua decisão, a Suprema Corte referiu-se à negação dos direitos legais de Khadr, bem como ao uso de técnicas de privação de sono para amolá-lo para interrogatório.
A Suprema Corte, no entanto, parou de ordenar que o governo buscasse o retorno de Khadr ao Canadá. Deixou para o governo determinar como exercer seu dever de conduzir as relações exteriores enquanto também defendia sua obrigação de respeitar os direitos constitucionais de Khadr.

### Repatriamento
O acordo judicial de outubro de 2010 de Khadr permitiu o retorno ao Canadá após cumprir um ano adicional sob custódia dos EUA.
Em julho de 2012, o ex-senador canadense Roméo Dallaire fez uma petição pedindo ao ministro de Segurança Pública, Vic Toews, que honre o acordo de barganha que Khadr fez em 2010, quando foi libertado sob custódia canadense. 35.000 cidadãos assinaram a petição.

### Retorno para o Canadá
Khadr foi transferido para a custódia canadense em 29 de setembro de 2012, para cumprir o restante de sua sentença. Ele foi mantido na instituição de segurança máxima de Millhaven, perto de Bath, em Kingston, Ontário, quando ele chegou. Sob a lei canadense, ele foi elegível para liberdade condicional em meados de 2013. Devido a sua condenação por assassinato, Khadr deveria ser mantido em segurança máxima.
Em 13 de agosto de 2013, os advogados de Khadr, Dennis Edney e Nathan Whitling, arquivaram uma breve argumentação de que, sob o Ato Internacional de Transferência de Detentos do Canadá, não era legal manter Khadr em uma instituição para adultos, porque a sentença de oito anos que ele recebeu da comissão militar dos EUA só poderia ser interpretada como uma sentença para jovens e ele deveria ser detido em uma prisão provincial em vez de uma prisão federal. O ministro da Segurança Pública Stephen Blaney disse: "Omar Khadr se declarou culpado de crimes muito sérios, incluindo o assassinato do sargento Christopher Speer. O governo do Canadá se defenderá vigorosamente contra qualquer tentativa de ação judicial para diminuir sua punição sobre esses crimes". Em 13 de dezembro de 2013, o Edmonton Journal informou que Khadr havia sido reclassificado como prisioneiro de segurança média, e em 11 de fevereiro de 2014, Khadr foi transferido para uma instalação de segurança média.
Em abril de 2015, a imprensa canadense informou que Khadr havia sido reclassificado como preso de segurança mínima.

## Libertação
Em 7 de maio de 2015, Khadr foi libertado sob fiança com condições estritas, inclusive vivendo com e sob supervisão de seu advogado Edney. Após sua libertação, na primeira entrevista pública que Khadr recebeu de governos americanos ou canadenses, ele implorou ao público que "desse a ele uma chance" de "provar a eles que [ele] é mais do que eles pensavam de mim, ... que ele é uma boa pessoa",dizendo que ele não é o homem que as autoridades retrataram. Em 8 de maio de 2015, o primeiro-ministro do Canadá, Stephen Harper, disse que não se desculpava com os esforços de seu governo para manter Omar Khadr preso.
Uma semana depois de sua libertação, a Suprema Corte do Canadá divulgou uma nova lei ao respeito de seu encarceramento. Em 14 de maio de 2015, a Suprema Corte do Canadá rejeitou a posição federal do governo, determinando que ele fosse julgado pelo tribunal militar dos EUA como menor de idade. Se ele perdesse seu apelo da condenação dos EUA, em uma ação separada em andamento, ele cumpriria a pena restante em uma instalação provincial em vez de uma penitenciária federal.
Em 18 de fevereiro de 2016, o recém-eleito governo federal liberal desistiu do apelo do governo anterior que pretendia revogar sua fiança.
Khadr está casado com Muna Abougoush, uma defensora dos direitos humanos de Edmonton que ajudou a lançar uma campanha internacional pela sua libertação e passou a se corresponder com ele enquanto estava na prisão.

## Processos civis

### Ação civil de Morris e Speer contra Ahmed Khadr
Layne Morris e Tabitha Speer, viúva de Christopher Speer, ambos representados por Donald Winder, entraram com uma ação civil contra o espólio de Ahmed Khadr, alegando que a falha do pai em controlar seu filho resultou na perda da vida de Speer e no dano no olho direito de Morris. Como a lei dos Estados Unidos não permite ações civis contra "atos de guerra", Speer e Morris se basearam no argumento de que Khadr estava lançando a granada como um ato de terrorismo, e não de guerra. Em fevereiro de 2006, o juiz do Distrito de Utah, Paul Cassell, concedeu aos demandantes US $ 102,6 milhões em indenizações, aproximadamente US $ 94 milhões para Speer e US $ 8 milhões para a Morris. Ele disse que provavelmente o episódio marca a primeira vez que atos terroristas resultaram em responsabilidades civis. Foi sugerido que os queixosos pudessem cobrar fundos por meio do Ato de Seguro contra Riscos de Terrorismo dos EUA,  mas o governo federal não está vinculado a decisões civis e se recusou a liberar os ativos congelados de Khadr.

### O processo de Omar Khadr contra o governo do Canadá
Em 2013, Khadr entrou com uma ação civil de 20 milhões de dólares contra o governo do Canadá, alegando que o mesmo havia conspirado com os EUA na violação de seus direitos. Ele disse que assinou o acordo por acreditar que era a única maneira de obter transferência de Guantánamo e afirmou que não tinha lembranças do tiroteio em que foi ferido.
Em 4 de julho de 2017, uma fonte do governo não identificada vazou que o governo canadense se desculparia e pagaria 10,5 milhões de dólares em compensação a Khadr. Em uma conferência de imprensa em 7 de julho de 2017, o Procurador Geral Jody Wilson-Raybould e o Ministro da Segurança Pública Ralph Goodale confirmaram o acordo e emitiram um pedido formal de desculpas em nome do governo. Em uma entrevista com Rosemary Barton de Power & Politics naquele dia, Khadr disse que esperava que o pedido de desculpas restaurasse um pouco de sua reputação. Ele também disse que esperava que o acordo e o pedido de desculpas não causassem a dor da família Speer e disse que se isso acontecesse, ele sentia muito por isso.

### O processo de Morris e Speer contra Omar Khadr
Em 2014, Layne Morris e Tabitha Speer entraram com uma ação judicial por morte e lesão injusta contra Khadr. Em 2015, um juiz de Utah concedeu-lhes um julgamento por defeito de $ 134 milhões depois de Khadr não ter respondido ao processo. Em 2017, Morris e Speer apresentaram uma petição para tornar a sentença aplicável no Canadá, que ainda não foi ouvida.